# Resultados do Carnaval do Rio de Janeiro em 1998
Nesta página estão listados os resultados dos concursos de escolas de samba e de blocos de enredo e de empolgação do carnaval do Rio de Janeiro do ano de 1998. Os desfiles foram realizados entre os dias 20 e 28 de fevereiro de 1998.
Beija-Flor e Estação Primeira de Mangueira foram as campeãs do Grupo Especial. Como o regulamento do ano não previa a utilização das notas descartadas para desempate, as duas escolas obtiveram a mesma pontuação final considerando as notas válidas. A Beija-Flor conquistou seu sexto título de campeã do carnaval, quebrando o jejum de quinze anos sem vitórias. A escola realizou um desfile sobre as lendas dos índios marajoaras. A agremiação montou uma comissão de carnaval formada por oito carnavalescos chefiados pelo diretor de carnaval Laíla. Amarildo de Mello, Anderson Müller, Cid Carvalho, Fran Sérgio, Nelson Ricardo, Paulo Führo, Ubiratan Silva e Victor Santos foram campeões pela primeira vez na elite do carnaval.
A Mangueira foi campeã do carnaval pela 17.ª vez em sua história, quebrando o jejum de onze anos sem conquistas. A escola homenageou o cantor e compositor Chico Buarque de Hollanda, que participou do desfile. O enredo "Chico Buarque da Mangueira" foi desenvolvido pelo carnavalesco Alexandre Louzada, que conquistou seu primeiro título no carnaval do Rio. Após onze carnavais consecutivos na primeira divisão, a Unidos da Tijuca foi rebaixada para o Grupo A. Unidos do Porto da Pedra também foi rebaixada para a segunda divisão, após três anos consecutivos no Grupo Especial.
Império Serrano foi o campeão do Grupo A, garantindo seu retorno ao Grupo Especial junto com a vice-campeã, São Clemente. Unidos do Jacarezinho venceu o Grupo B. Inocentes de Belford Roxo conquistou o título do Grupo C. União de Jacarepaguá ganhou o Grupo D. Boêmios de Inhaúma foi a campeã do Grupo E. Caracol de Copacabana foi o vencedor do Grupo A-1 dos blocos de empolgação. Entre os blocos de enredo, venceram: Mocidade Unida da Mineira; Mataram Meu Gato; Corações Unidos do Amarelinho; e Unidos da Fronteira.

## Grupo Especial
O desfile do Grupo Especial foi organizado pela Liga Independente das Escolas de Samba do Rio de Janeiro (LIESA) e realizado no Sambódromo da Marquês de Sapucaí. O desfile da primeira noite teve início às 20 horas e 10 minutos do domingo, dia 22 de fevereiro de 1998. O desfile da segunda noite teve início às 20 horas da segunda-feira, dia 23 de fevereiro de 1998.
Ordem dos desfiles

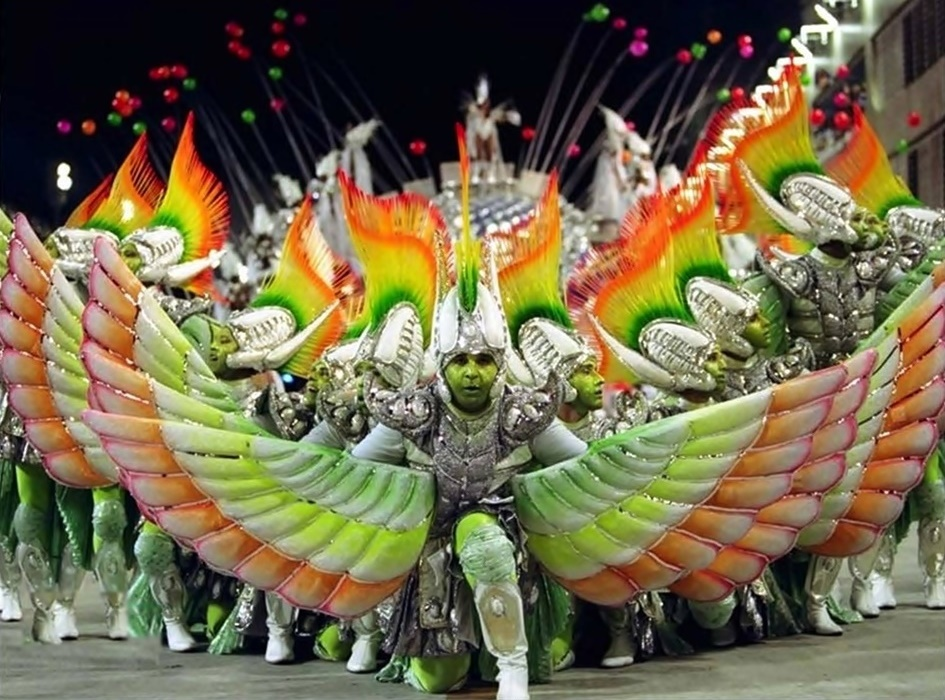
Comissão de frente da Imperatriz em 1998. Escola foi a terceira colocada do carnaval.

Seguindo o regulamento do ano, a campeã de 1997, Unidos do Viradouro, pôde escolher dia e posição de desfile, enquanto a vice-campeã de 1997, Mocidade Independente de Padre Miguel, teria que desfilar em dia diferente da campeã, mas poderia escolher a posição. A primeira noite de desfiles foi aberta pela vice-campeã do Grupo A do ano anterior, Caprichosos de Pilares; enquanto a segunda noite foi aberta pela campeã do Grupo A do ano anterior, Tradição. A posição de desfile das demais escolas foi definida através de sorteio realizado no dia 12 de junho de 1997, na quadra da Viradouro. Pela primeira vez, o sorteio foi aberto ao público.
| Domingo (22/02/1998) | Segunda-feira (23/02/1998) |
| 1. Caprichosos de Pilares 2. Acadêmicos do Salgueiro 3. Unidos de Vila Isabel 4. Acadêmicos do Grande Rio 5. Unidos do Porto da Pedra 6. Mocidade Independente de Padre Miguel 7. Portela | 1. Tradição 2. Estação Primeira de Mangueira 3. Imperatriz Leopoldinense 4. Unidos do Viradouro 5. Beija-Flor 6. Unidos da Tijuca 7. União da Ilha do Governador |

Quesitos e julgadores
Foram mantidos os nove quesitos do ano anterior. A quantidade de julgadores aumentou para cinco em cada quesito, ante quatro do ano anterior.
| Quesitos | Quesitos                     | Julgador 1                     | Julgador 2                  | Julgador 3              | Julgador 4              | Julgador 5                       |
| -------- | ---------------------------- | ------------------------------ | --------------------------- | ----------------------- | ----------------------- | -------------------------------- |
|          | Mestre-Sala e Porta-Bandeira | Angêla Cristina Diniz Bonisolo | Elizabeth Placereani        | Luiz Felipe Ferreira    | Rita de Cássia Costa    | Vera Maria Aragão                |
|          | Comissão de Frente           | Naun Moisés Ajhaenblat         | Larissa Cardoso Peres Elias | Fernando de Almeida     | Maria Elisa Proença     | Marcus Antônio Mendes de Miranda |
|          | Fantasias                    | Cláudia Bertoche               | Maria Magdalena Bicalho     | Lúcia Reis              | Lilian Mussi Nascimento | Marta Maria Leal                 |
|          | Alegorias e Adereços         | Marco Antônio Khair            | Marli Crespo                | Maria do Carmo Ferreira | Jaime Vieira Sampaio    | Gláucia Miscow                   |
|          | Enredo                       | José de Jesus Louzeiro         | Mario Bruno Manzolillo      | Carlos Eduardo Novaes   | Antônio Idaló Neto      | Cezar Teixeira Honorato          |
|          | Evolução                     | Cid Maurício Coeli             | Luís Eduardo Lima           | Jaqueline Campos        | Miriam Magalhães Rocha  | Maurren Drummond                 |
|          | Harmonia                     | Miguel José Gonçalves          | Roberto Horcades            | Mariza Estrella Fonseca | José Renato Baptista    | Luiz Ramos de Oliveira           |
|          | Samba-Enredo                 | Sidney Lobo                    | Antônio S. Mendonça         | Antônio Cyro da Costa   | Olney S. Cunha          | Marcílio Rodrigues               |
|          | Bateria                      | Ricardo Barbieri Durão         | Roberto Scarambone          | Wilson das Neves        | Luiz Antônio Paiva      | Manoel Mello                     |

### Classificação
Beija-Flor e Estação Primeira de Mangueira foram as campeãs. A Mangueira recebeu apenas duas notas abaixo da nota máxima, enquanto a Beija-Flor recebeu quatro, mas todas foram descartadas. Visto que, de acordo com o regulamento do ano, as notas descartadas não seriam contadas para o desempate, as duas escolas obtiveram a mesma pontuação válida em todos os quesitos.
A Beija-Flor conquistou seu sexto título de campeã do carnaval carioca, quebrando o jejum de quinze anos sem vitórias. O título anterior foi conquistado em 1983. Quinta escola da segunda noite, a Beija-Flor realizou um desfile sobre lendas dos índios marajoaras. O enredo "O Mundo Místico dos Caruanas nas Águas do Patu-Anu" foi baseado no livro O Mundo Místico dos Caruanas e a Revolta de Sua Ave, escrito pela Pajé Zeneida Lima, moradora da Ilha de Marajó. Após a transferência de Milton Cunha para a União da Ilha do Governador, a Beija-Flor decidiu montar uma comissão de carnaval com oito carnavalescos chefiados pelo diretor de carnaval Laíla. Amarildo de Mello, Anderson Müller, Cid Carvalho, Fran Sérgio, Nelson Ricardo, Paulo Führo, Ubiratan Silva e Victor Santos foram campeões pela primeira vez na elite do carnaval.
A Estação Primeira de Mangueira foi campeã do carnaval pela 17.ª vez em sua história. A escola quebrou o jejum de onze anos sem conquistas. O título anterior foi conquistado em 1987. Segunda escola da segunda noite, a Mangueira homenageou o cantor e compositor Chico Buarque de Hollanda. O enredo "Chico Buarque da Mangueira" foi desenvolvido pelo carnavalesco Alexandre Louzada, que conquistou seu primeiro título no carnaval do Rio. O desfile contou com a participação de diversos famosos, amigos de Chico, como Maria Bethânia, Gilberto Gil, Nana Caymmi, Ney Matogrosso, entre outros. Chico Buarque desfilou no último carro alegórico do desfile, ao lado de baluartes da escola como Carlos Cachaça, Nelson Sargento, Dona Zica e Dona Neuma. A alegoria, em formato de bolo, fez referência ao aniversário de 70 anos da Mangueira, completados em 1998. A escola encerrou sua apresentação sendo saudada pelo público com gritos de "é campeã".
Imperatriz Leopoldinense foi a terceira colocada por meio ponto de diferença para as campeãs. A escola realizou um desfile sobre as previsões para o novo milênio que se aproximava. Com um desfile sobre a noite, a Portela se classificou em quarto lugar. Campeã do ano anterior, a Unidos do Viradouro conquistou a última vaga do Desfile das Campeãs com um desfile em que o carnavalesco Joãosinho Trinta adaptou a história do mito grego Orfeu à realidade do carnaval do Rio de Janeiro. Durante o desfile, foram filmadas cenas para o filme Orfeu, do diretor Cacá Diegues. Apesar de ser apontada como favorita, a agremiação se classificou em quinto lugar.  Mocidade Independente de Padre Miguel foi a sexta colocada com um desfile sobre os astros, no qual também homenageou Castor de Andrade, patrono da escola, falecido no ano anterior. Com um desfile sobre o município de Parintins e o Festival Folclórico da cidade, o Salgueiro se classificou em sétimo lugar. Oitava colocada, a Grande Rio prestou um tributo ao militar e político comunista brasileiro Luiz Carlos Prestes, morto em 1990. União da Ilha ficou em nono lugar com um desfile em homenagem ao fotógrafo francês Pierre Verger, morto em 1996. Convertido ao candomblé no Brasil, ele adotou o nome religioso de Fatumbi. De volta ao Grupo Especial, após conquistar o vice-campeonato do Grupo A de 1997, a Caprichosos de Pilares se classificou em décimo lugar com um desfile sobre a raça negra e homenagens a Nelson Mandela, Benedita da Silva e Pelé. Também recém promovida ao Grupo Especial, após vencer o Grupo A de 1997, a Tradição ficou em décimo primeiro lugar com um desfile sobre a Amazônia. Unidos de Vila Isabel foi a décima segunda colocada com um desfile sobre as guerras que transformaram o mundo.
Após onze carnavais consecutivos na primeira divisão, a Unidos da Tijuca foi rebaixada para o Grupo A. Penúltima colocada, a escola realizou um desfile sobre o navegador português Vasco da Gama e sobre o Club de Regatas Vasco da Gama, que completava cem anos em 1998. A Unidos do Porto da Pedra foi rebaixada para a segunda divisão, após três anos consecutivos no Grupo Especial. Última colocada, a escola realizou um desfile sobre crimes e a impunidade.
| Legenda: Desfile das Campeãs Rebaixadas para o Grupo A |

| Col. | Escola                                | Enredo                                                                         | Carnavalesco(a) | Pontos | Desempate          |
| ---- | ------------------------------------- | ------------------------------------------------------------------------------ | --- | ------ | ------------------ |
| 1    | Beija-Flor                            | O Mundo Místico dos Caruanas nas Águas do Patu-Anu                             | Amarildo de Mello, Anderson Müller, Cid Carvalho, Fran Sérgio, Nelson Ricardo, Paulo Führo, Ubiratan Silva e Victor Santos | 270    | -                  |
| 1    | Estação Primeira de Mangueira         | Chico Buarque da Mangueira                                                     | Alexandre Louzada | 270    | -                  |
| 3    | Imperatriz Leopoldinense              | Quase no Ano 2000...                                                           | Rosa Magalhães | 269,5  | -                  |
| 4    | Portela                               | Os Olhos da Noite                                                              | Ilvamar Magalhães | 264    | -                  |
| 5    | Unidos do Viradouro                   | Orfeu, o Negro do Carnaval                                                     | Joãosinho Trinta | 262,5  | -                  |
| 6    | Mocidade Independente de Padre Miguel | Brilha no Céu a Estrela que Me Faz Sonhar                                      | Renato Lage | 261,5  | Bateria (50 pts)   |
| 7    | Acadêmicos do Salgueiro               | Parintins, a Ilha do Boi-Bumbá: Garantido X Caprichoso, Caprichoso X Garantido | Mário Borriello | 261,5  | Bateria (49,5 pts) |
| 8    | Acadêmicos do Grande Rio              | Prestes, o Cavaleiro da Esperança                                              | Max Lopes | 258,5  | -                  |
| 9    | União da Ilha do Governador           | Fatumbi, a Ilha de Todos os Santos                                             | Milton Cunha | 255    | -                  |
| 10   | Caprichosos de Pilares                | Negra Origem, Negro Pelé, Negra Bené                                           | Jerônimo Guimarães | 253,5  | -                  |
| 11   | Tradição                              | Viagem Fantástica ao Pulmão do Mundo                                           | Orlando Júnior | 247,5  | -                  |
| 12   | Unidos de Vila Isabel                 | Lágrimas, Suor e Conquistas no Mundo em Transformação                          | Jorge Freitas | 246    | -                  |
| 13   | Unidos da Tijuca                      | De Gama a Vasco, a Epopeia da Tijuca                                           | Oswaldo Jardim | 238    | -                  |
| 14   | Unidos do Porto da Pedra              | Samba no Pé e Mãos ao Alto. Isto É Um Assalto                                  | Mauro Quintaes | 233    | -                  |

### Premiações

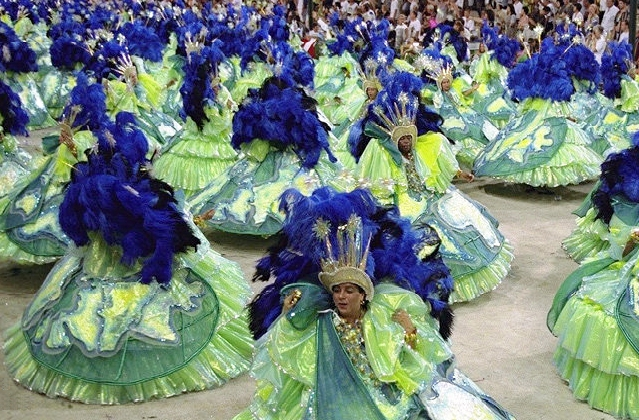
Ala de baianas da Imperatriz em 1998 recebeu os dois principais prêmios do ano.

| Prêmios 1998          | Estandarte de Ouro       | Troféu Manchete           |
| --------------------- | ------------------------ | ------------------------- |
| Melhor escola         | Mangueira                | Beija-Flor                |
| Samba-enredo          | Portela                  | Portela                   |
| Melhor enredo         | União da Ilha            | Mocidade Independente     |
| Melhor bateria        | Salgueiro                | Salgueiro                 |
| Melhor mestre-sala    | Sidclei (Salgueiro)      | Claudinho (Beija-Flor)    |
| Melhor porta-bandeira | Selminha (Beija-Flor)    | Selminha (Beija-Flor)     |
| Melhor intérprete     | Jamelão (Mangueira)      | Nêgo (Grande Rio)         |
| Comissão de frente    | Mangueira                | Porto da Pedra            |
| Melhor ala            | Bateria da Imperatriz    | "Raio de Sol" (Viradouro) |
| Melhor ala de baianas | Imperatriz Leopoldinense | Imperatriz Leopoldinense  |

## Grupo A
O desfile do Grupo A (segunda divisão) foi organizado pela Associação das Escolas de Samba da Cidade do Rio de Janeiro e realizado a partir das 20 horas do sábado, dia 21 de fevereiro de 1998, no Sambódromo da Marquês de Sapucaí.
| Ordem dos desfiles |
| 1. Acadêmicos do Cubango 2. Lins Imperial 3. Acadêmicos da Rocinha 4. Império da Tijuca 5. São Clemente 6. Em Cima da Hora 7. Império Serrano 8. Acadêmicos de Santa Cruz 9. Unidos da Ponte 10. Estácio de Sá |

### Classificação
Com nota máxima de todos os julgadores, o Império Serrano foi campeão, garantindo seu retorno ao Grupo Especial, de onde foi rebaixado no ano anterior. A escola realizou um desfile sobre as riquezas africanas. Vice-campeã, a São Clemente também foi promovida ao Grupo Especial, de onde estava afastada desde 1995.
| Legenda: Promovidas ao Grupo Especial / Desfile das Campeãs Rebaixadas para o Grupo B |

| Col. | Escola                   | Enredo                                                   | Carnavalesco(a)                      | Pontos | Desempate        |
| ---- | ------------------------ | -------------------------------------------------------- | ------------------------------------ | ------ | ---------------- |
| 1    | Império Serrano          | Sou o Ouro Negro da Mãe África                           | João Luís de Moura                   | 180    | -                |
| 2    | São Clemente             | Maiores São os Poderes do Povo! Se Liga na São Clemente! | Jaime Cezário                        | 178    | -                |
| 3    | Acadêmicos de Santa Cruz | O Exagerado Cazuza nas Terras de Santa Cruz              | Fábio Ancillotti e Gebran Smera      | 176,5  | -                |
| 4    | Acadêmicos do Cubango    | Nausicaa - A Odisséia Cubanga nos Verdes Mares           | Carlinhos D’Andrade                  | 176    | Samba (20 pts)   |
| 5    | Império da Tijuca        | Elymar Superpopular                                      | Eduardo Silva                        | 176    | Samba (18,5 pts) |
| 6    | Unidos da Ponte          | Quem Pode, Pode, no Pagode Se Sacode                     | Edgley Cunha                         | 175,5  | -                |
| 7    | Em Cima da Hora          | Quem É Você, Zuzu Angel? Um Anjo Feito Mulher            | Ernesto Nascimento e Actir Gonçalves | 169    | -                |
| 8    | Estácio de Sá            | Cem Anos de Cultura - Academia Brasileira de Letras      | Sílvio Cunha                         | 166,5  | -                |
| 9    | Acadêmicos da Rocinha    | Tá... Na Ponta da Língua                                 | Rita, Albeci Pereira e Carlos Negri  | 159,5  | -                |
| 10   | Lins Imperial            | Búzios: o Paraíso da Humanidade                          | Eduardo Minucci                      | 154,5  | -                |

## Grupo B
O desfile do Grupo B (terceira divisão) foi organizado pela AESCRJ e realizado a partir das 20 horas e 15 minutos da sexta-feira, dia 20 de fevereiro de 1998, no Sambódromo da Marquês de Sapucaí.
| Ordem dos desfiles |
| 1. Mocidade Unida do Santa Marta 2. Paraíso do Tuiuti 3. Arranco 4. Acadêmicos do Engenho da Rainha 5. Arrastão de Cascadura 6. Unidos do Jacarezinho 7. Acadêmicos do Dendê 8. Acadêmicos de Vigário Geral 9. Unidos da Villa Rica 10. Vizinha Faladeira 11. Unidos do Cabuçu 12. Canários das Laranjeiras |

### Classificação
Unidos do Jacarezinho foi a campeã, garantindo seu retorno ao Grupo A, de onde estava afastada desde 1995. A escola realizou um desfile sobre a miscigenação brasileira. Unidos da Villa Rica e Unidos do Cabuçu também foram promovidas ao Grupo A.
| Legenda: Promovidas ao Grupo A Rebaixadas para o Grupo C |

| Col. | Escola                          | Enredo                                                                                        | Carnavalesco(a)                        | Pontos |
| ---- | ------------------------------- | --------------------------------------------------------------------------------------------- | -------------------------------------- | ------ |
| 1    | Unidos do Jacarezinho           | Jacarezinho É... Etnias na Sapucaí                                                            | Comissão de Carnaval                   | 180    |
| 2    | Unidos da Villa Rica            | Ferrogun                                                                                      | Sérgio Murilo e Lucas Pinto            | 172,5  |
| 3    | Unidos do Cabuçu                | Toda a Sorte do Mundo                                                                         | Paula Vannier                          | 171,5  |
| 4    | Paraíso do Tuiuti               | Oui oui, a França Esteve Aqui!                                                                | Soller Divino                          | 169,5  |
| 5    | Acadêmicos do Engenho da Rainha | Memórias de Um Brasil Holandês                                                                | Paulo Menezes                          | 166    |
| 6    | Arranco                         | A Lenda do Aguapé na Tribo de Yacaré                                                          | Roberto de Oliveira e Eduardo Vylaronn | 164    |
| 7    | Vizinha Faladeira               | Cem Anos de Existência, Tome Providência                                                      | Júlio Mattos                           | 162    |
| 8    | Canários das Laranjeiras        | Livre Como Um Passarinho                                                                      | Armando Martins                        | 159    |
| 9    | Arrastão de Cascadura           | Florindo o Rio de Alegria                                                                     | Kleber Ressureição                     | 150,5  |
| 10   | Acadêmicos de Vigário Geral     | Conto Dourado de Um Povo Sonhador                                                             | Cahê Rodrigues                         | 149    |
| 11   | Acadêmicos do Dendê             | Africano ou Baiano? Sou Natural dos Orixás, Sou o Tempero do Meu Rio de Janeiro, Sou Carnaval | Betto Maia e Pierre Le Petit           | 147,5  |
| 12   | Mocidade Unida do Santa Marta   | Zumbi, a Tróia Negra                                                                          | Edson Pecegueiro                       | 147    |

## Grupo C
O desfile do Grupo C (quarta divisão) foi organizado pela AESCRJ e realizado a partir da noite do domingo, dia 22 de fevereiro de 1998, na Avenida Rio Branco.
| Ordem dos desfiles |
| 1. Alegria da Zona Sul 2. Acadêmicos do Sossego 3. Boi da Ilha do Governador 4. Unidos de Lucas 5. Unidos da Vila Kennedy 6. Inocentes de Belford Roxo 7. Foliões de Botafogo 8. Mocidade Unida de Jacarepaguá 9. Mocidade de Vicente de Carvalho 10. Leão de Nova Iguaçu 11. Difícil É o Nome 12. Acadêmicos da Abolição |

### Classificação
Inocentes de Belford Roxo foi a campeã, garantindo sua promoção inédita ao Grupo B. A escola realizou um desfile sobre Mestre Candonga, falecido no ano anterior. Boi da Ilha do Governador e Acadêmicos do Sossego também foram promovidas ao Grupo B.
| Legenda: Promovidas ao Grupo B Rebaixadas para o Grupo D |

| Col. | Escola                          | Enredo                                                  | Carnavalesco(a)                      | Pontos | Desempate         |
| ---- | ------------------------------- | ------------------------------------------------------- | ------------------------------------ | ------ | ----------------- |
| 1    | Inocentes de Belford Roxo       | Candonga, Um Adeus às Baterias                          | Comissão de Carnaval                 | 198    | -                 |
| 2    | Boi da Ilha do Governador       | Círio de Nazaré                                         | Guilherme Alexandre                  | 193    | -                 |
| 3    | Acadêmicos do Sossego           | Em Busca do Destino                                     | Max Lopes e Cahê Rodrigues           | 189    | -                 |
| 4    | Unidos de Lucas                 | Manhas, Modas e Manias Cariocas                         | Jairo de Souza                       | 187    | Evolução (19 pts) |
| 5    | Difícil É o Nome                | São Amados Jorges Guerreiros                            | Marinaldo Bezerra da Silva           | 187    | Evolução (18 pts) |
| 6    | Foliões de Botafogo             | Alegria, Alegria, o Circo Chegou                        | Jaime Cezário                        | 186    | -                 |
| 7    | Alegria da Zona Sul             | Mulher Negra É Cultura Mundial                          | Oswaldo Luis Correa de Araújo (Deco) | 183    | -                 |
| 8    | Leão de Nova Iguaçu             | A Força da Fé                                           | Fábio Borges                         | 177    | -                 |
| 9    | Mocidade Unida de Jacarepaguá   | Ontem, Hoje e Sempre Um Bravo Brasileiro, Darcy Ribeiro | Carlinhos da Abolição                | 171    | -                 |
| 10   | Unidos da Vila Kennedy          | A Vila Kennedy É Fogo                                   | Edson Siqueira                       | 169    | -                 |
| 11   | Mocidade de Vicente de Carvalho | Tambores de Guerra, Malês e Mandelas                    | Eduardo Gonçalves                    | 152    | -                 |
| 12   | Acadêmicos da Abolição          | Dê ao Rio o que É do Rio, porquê Eu Tô Maluco           | Sérgio Murilo e Alberto Paixão       | 144    | -                 |

## Grupo D
O desfile do Grupo D (quinta divisão) foi organizado pela AESCRJ e realizado a partir da noite da segunda-feira, dia 23 de fevereiro de 1998, na Rua Cardoso de Morais, em Bonsucesso.
| Ordem dos desfiles |
| 1. Unidos do Uraiti 2. Unidos do Anil 3. Mocidade Independente de Inhaúma 4. Unidos de Padre Miguel 5. Arame de Ricardo 6. Unidos da Vila Santa Tereza 7. Império do Marangá 8. União de Jacarepaguá 9. Imperial de Morro Agudo 10. Renascer de Jacarepaguá 11. Arrastão de São João 12. União de Guaratiba |

### Classificação
União de Jacarepaguá foi a campeã, garantindo sua promoção ao Grupo C junto com Mocidade Independente de Inhaúma e Unidos do Anil.
| Legenda: Promovidas ao Grupo C Rebaixadas para o Grupo E |

| Col. | Escola                           | Enredo                                             | Carnavalesco(a)                            | Pontos |
| ---- | -------------------------------- | -------------------------------------------------- | ------------------------------------------ | ------ |
| 1    | União de Jacarepaguá             | Emplumados da Folia, Chegou o Nosso Dia            | Jorge Mendes                               | 200    |
| 2    | Mocidade Independente de Inhaúma | Noca, do Paraíso à Portela                         | Tercio Cândido de Azevedo                  | 196    |
| 3    | Unidos do Anil                   | Esta Terra É Minha, Ninguém Tasca, Eu Vi Primeiro  | Lúcio Neto, Joana Santana e Carlos Alberto | 193    |
| 4    | União de Guaratiba               | Fogo, Água, Terra e Ar, Fontes da Vida             | Silvio Rudnet Reis da Cruz                 | 189    |
| 5    | Arrastão de São João             | À Noite, Todos os Gatos São Pardos                 | Edgley Cunha                               | 188    |
| 6    | Unidos da Vila Santa Tereza      | Vila Santa Tereza nas Terras do Maranhão           | Zezinho de Oiá                             | 178    |
| 7    | Unidos de Padre Miguel           | Pelo Seu Vôo Quero Me Guiar para a Amazônia        | Ronaldo                                    | 176    |
| 8    | Imperial de Morro Agudo          | Na Boca, no Corpo ou no Prato                      | Cosminho de Jesus                          | 173    |
| 9    | Renascer de Jacarepaguá          | Sol e Chuva, Casamento de Viúva                    | Sérgio Kautzman e Armando Martins          | 169    |
| 10   | Arame de Ricardo                 | O Despertar do Candomblé                           | Marcos Aurélio                             | 167    |
| 11   | Império do Marangá               | A Lenda da Lua                                     | Luiz Cavalcante                            | 153    |
| 12   | Unidos do Uraiti                 | Das Matas aos Anais da História... Salve Araribóia | Relius Machado                             | 146    |

## Grupo E
O desfile do Grupo E (sexta divisão) foi organizado pela AESCRJ e realizado a partir da noite da terça-feira, dia 24 de fevereiro de 1998, na Rua Cardoso de Morais.
| Ordem dos desfiles                                                                                            |
| 1. Unidos de Manguinhos 2. Unidos de Bangu 3. Tupy de Brás de Pina 4. Boêmios de Inhaúma 5. União de Vaz Lobo |

### Classificação
Boêmios de Inhaúma foi a campeã, garantindo seu retorno ao Grupo D, de onde foi rebaixada no ano anterior. Vice-campeã, União de Vaz Lobo também foi promovida à quinta divisão, de onde foi rebaixada no ano anterior.
| Legenda: Promovidas ao Grupo D * Sem informação disponível |

| Col. | Escola               | Enredo                                                       | Carnavalesco(a) | Pontos |
| ---- | -------------------- | ------------------------------------------------------------ | --------------- | ------ |
| 1    | Boêmios de Inhaúma   | Cosy Ewê, Salve as Folhas                                    | Márcio Marins   | 192    |
| 2    | União de Vaz Lobo    | Samba Nosso de Cada Dia                                      | Cid Franco      | 174    |
| 3    | Tupy de Brás de Pina | *                                                            | *               | 151    |
| 4    | Unidos de Manguinhos | Virgulino Ferreira, o Lampião                                | Pelé            | 137    |
| 5    | Unidos de Bangu      | História da História de Um Carnaval que Era do Povo, e Será? | Oziene Furtado  | 130    |

## Avaliação
O Desfile de Avaliação foi organizado pela AESCRJ e realizado após o desfile do Grupo E.
| Ordem dos desfiles |
| 1. Unidos do Cabral 2. Unidos do Valéria 3. Sereno de Campo Grande 4. Infantes da Piedade 5. Unidos de Cosmos 6. União do Parque Curicica |

Resultado
Todas as escolas foram aprovadas para desfilar no Grupo E do ano seguinte.
| Legenda: Promovidas ao Grupo E * Sem informação disponível |

| Resultado | Escola                   | Enredo                                           | Carnavalesco(a)           |
| --------- | ------------------------ | ------------------------------------------------ | ------------------------- |
| Aprovadas | Infantes da Piedade      | Estrela Brilhante, Maracatu Elefante             | Rachid                    |
| Aprovadas | Sereno de Campo Grande   | Vi o Samba Passar no Jardim de Burle Marx        | Renato Carvalho           |
| Aprovadas | Unidos de Cosmos         | Doce Ilusão                                      | Comissão de Carnaval      |
| Aprovadas | União do Parque Curicica | A Dinastia Negra                                 | *                         |
| Aprovadas | Unidos do Cabral         | A Visita do Samba a Pérola do Oriente: Hong Kong | Danielle Martins          |
| Aprovadas | Unidos do Valéria        | No Reino da Alegria                              | Paulo Chaffin e Beto Reis |

## Desfile das Campeãs
O Desfile das Campeãs foi realizado no Sambódromo da Marquês de Sapucaí a partir da noite do sábado, dia 28 de fevereiro de 1998. A escola de samba italiana Cento Carnavalle d'Europa, da cidade de Cento, desfilou como convidada. A Viradouro abriu seu desfile com uma grande faixa com a inscrição "Por quê?", questionando as notas recebidas. Mais uma vez, Cacá Diegues gravou cenas de seu filme durante o desfile. A Beija-Flor recebeu vaias do público, enquanto a Mangueira foi recebida com gritos de "é campeã".
| Ordem dos desfiles |
| 1. São Clemente 2. Império Serrano 3. Cento Carnevale D'Italia 4. Unidos do Viradouro 5. Portela 6. Imperatriz Leopoldinense 7. Beija-Flor 8. Estação Primeira de Mangueira |

## Blocos de empolgação
O desfile foi organizado pela Federação dos Blocos Carnavalescos do Estado do Rio de Janeiro (FBCERJ).

### Grupo A-1
Caracol de Copacabana foi o campeão.
| Col. | Bloco                 |
| ---- | --------------------- |
| 1    | Caracol de Copacabana |
| 2    | Boêmios da Senado     |
| 3    | Grilo de Bangu        |
| 4    | Renascença de Benfica |

## Blocos de enredo
Os desfiles foram organizados pela FBCERJ.

### Grupo 1
Mocidade Unida da Mineira foi o campeão. Últimos colocados, Bloco do China e Balanço do Cocotá foram rebaixados para o segundo grupo.
| Legenda: Campeão Rebaixados para o Grupo 2 |

| Col. | Bloco                       |
| ---- | --------------------------- |
| 1    | Mocidade Unida da Mineira   |
| 2    | Coroado de Jacarepaguá      |
| 3    | Bloco do Barriga            |
| 4    | Império do Gramacho         |
| 5    | Unidos do Alto da Boa Vista |
| 6    | Império da Leopoldina       |
| 7    | União do Parque Curicica    |
| 8    | Infantes da Piedade         |
| 9    | Bloco do China              |
| 10   | Balanço do Cocotá           |

### Grupo 2
Mataram Meu Gato foi o campeão, sendo promovido ao Grupo 1 junto com Azul e Branco e Amizade da Água Branca.
| Legenda: Promovidos ao Grupo 1 Rebaixados para o Grupo 3 |

| Col. | Bloco                           |
| ---- | ------------------------------- |
| 1    | Mataram Meu Gato                |
| 2    | Azul e Branco                   |
| 3    | Amizade da Água Branca          |
| 4    | Magnatas de Engenheiro Pedreira |
| 5    | Rosa de Ouro                    |
| 6    | Roda Quem Pode                  |

### Grupo 3
Corações Unidos do Amarelinho foi o campeão, sendo promovido ao Grupo 2 junto com Novo Horizonte e União da Ponte.
| Legenda: Promovidos ao Grupo 2 |

| Col. | Bloco                         |
| ---- | ----------------------------- |
| 1    | Corações Unidos do Amarelinho |
| 2    | Novo Horizonte                |
| 3    | União da Ponte                |
| 4    | Imperatriz Iguaçuana          |
| 5    | Unidos da São Nicolau         |
| 6    | Chora na Rampa                |
| 7    | Cometas do Bispo              |

### Grupo 4
Unidos da Fronteira foi o campeão, sendo promovido ao Grupo 2.
| Legenda: Promovido ao Grupo 2 Promovidos ao Grupo 3 |

| Col. | Bloco                         |
| ---- | ----------------------------- |
| 1    | Unidos da Fronteira           |
| 2    | Raízes da Tijuca              |
| 3    | Tradição de Japeri            |
| 4    | Luar de Prata                 |
| 5    | Esperança do Amanhã           |
| 6    | Corações Unidos de Bonsucesso |